# Gyomorkapu

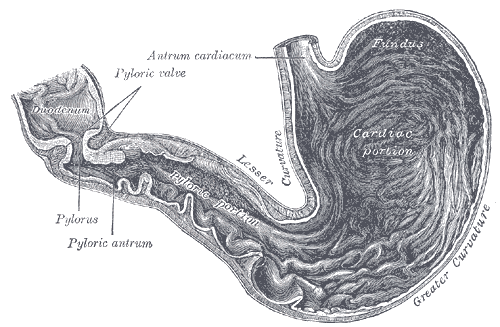
A gyomor belseje

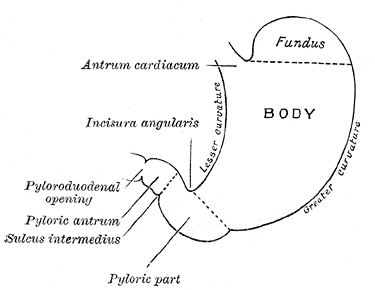
A gyomor vázlata, a főbb anatómiai részek jelölésével

A gyomorkapu (pylorus, pyl- = kapu, -orus = őr; magyarul) a gyomor patkóbélhez (duodenum) kapcsolódó része. Két része van:
- az antrum pyloricum, ami a gyomorhoz kapcsolódik.
- a canalis pyloricus, ami a patkóbélhez kapcsolódik.

A gyomorkapu szfinktere erős simaizomgyűrű, amely a canalis pyloricus végénél található, szerepe a táplálék patkóbélbe juttatásában van.

## Orvosi jelentősége
A gyomorkapuval kapcsolatos megbetegedés a gyomorkapu-szűkület (Pylorus stenosis).
Gyomorrák esetén, amennyiben a tumor részben elzárja az antrum pyloricumot, lehetőség van egy speciális cső műtéti beültetésére, mely összeköti a gyomrot és a patkóbelet, utat nyitva így a tápláléknak.

## Kulturális jelentőség
- John Kennedy Toole Tökfilkók szövetsége című könyvében, a főszereplő Ignatius J. Reillyt a  gyomorkapujának szeszélyes viselkedése gyötri.